# Jofré II de Provença
Jofré II, mort cap a 1065, va ser comte de Provença de 1051 a la seva mort. Era fill de Folc Bertran de Provença, comte de Provence, i d'Hildegarda Eva (Euzia).
El 1044, és citat amb el seu pare i el seu germà Guillem Bertran en una donació a favor de l'abadia de Sant Víctor de Marsella.
Amb el seu germà Guillem Bertran, va succeir el 1051 al seu pare i va esdevenir comte de Provença en indivisió amb el seu oncle Guifré I de Provença i la seva cosina Emma, vídua del comte Guillem III de Tolosa. També és citat en un acte de donació, el 1063. Va morir vers el 1065 sense deixar fills de la seva esposa Emengarda.

## Font
- Foundation for Medieval Genealogy: els comtes de Provença